# Diarmait Óc mac Domnaill Óic
Diarmait Óc mac Domnaill Óic (mort en 1325) membre de la dynastie Mac Carthy 17e prince de Desmond de 1310 à 1325.

## Contexte
Diarmait Óc, surnommé de Tralee par référence au lieu de sa mort, est le fils ainé de Domnall Óc mac Domnaill Ruaid
En 1310, les nobles du royaume de Desmond dont les Eóganacht Chaisil qui avaient pourtant juré fidélité à son grand-oncle Donnchad Carrthainn mac Cormaic Finn, le déposent et proclament Diarmait roi. Une grande confusion s'ensuit et Diramait doit lutter contre les partisans et les deux fils de Donnchad;  Domnall et Taidgh, qui sont capturés et restent en captivité pendant six mois. Ils sont libérés par Domnall Máel Cairpreach des Mac Carthaigh Riabhach dans le cadre d'un accord qui prévoit que la royauté soit restituée à leur père Donnchad, mais après la mort la même année de Mac Carthaigh Riabhach  le titre royal demeure finalement à Diarmait
Diarmait comme d'ailleurs Brian Bán mac Domnaill Ó Briain n'hésite pas à appuyer Maurice fitz Thomas  dans ses expéditions par lesquelles après avoir terrorisé le Munster, il impose des contributions aux cités de Clonmel et Tipperary
En 1325, Diarmait Mac Carthaig a un différend avec Maurice FitzMaurice, 4e baron de Kerry, et il est assassiné  par lui et d'autres septs; le fils de l'évêque Ó Samradáin et les Riddels, accompagnés par d'autres  familles, les Uí Chonchobuir et les Uí Fhinn(?). Le meurtre a lieu dans le monastère de Tráig Lí (c'est-à-dire: Tralee) et il est inhumé à Inis Faithlinn une quinzaine de jours après sa mort. Son frère cadet Cormac mac Domnaill Óic, est ensuite proclamé roi à sa place par le futur comte de Desmond

## Postérité
Il est l'ancêtre des Mac Fineen de Glaneraught, au comté de Kerry.

## Source
- (en) T.W Moody, F.X. Martin, F.J. Byrne, A New History of Ireland IX Maps, Genealogies, Lists. A companion to Irish History part II, Oxford, Oxford University Press, 2011 (ISBN 9780199593064)